# Четопа (Канзас)
Четопа (англ. Chetopa) — місто (англ. city) в США, в окрузі Лабетт штату Канзас. Населення — 929 осіб (2020).

## Географія
Четопа розташована за координатами 37°2′16″ пн. ш. 95°5′32″ зх. д. / 37.03778° пн. ш. 95.09222° зх. д. (37.037699, -95.092245).  За даними Бюро перепису населення США в 2010 році місто мало площу 3,66 км², з яких 3,46 км² — суходіл та 0,21 км² — водойми.

## Демографія
Згідно з переписом 2010 року, у місті мешкало 1125 осіб у 493 домогосподарствах у складі 292 родин. Густота населення становила 307 осіб/км².  Було 647 помешкань (177/км²).
Расовий склад населення:
| - 85,4 % — білих - 6,0 % — корінних американців - 2,1 % — чорних або афроамериканців - 0,3 % — азіатів - 1,0 % — осіб інших рас |

До двох чи більше рас належало 5,2 %. Частка іспаномовних становила 3,2 % від усіх жителів.
За віковим діапазоном населення розподілялося таким чином: 20,3 % — особи молодші 18 років, 56,8 % — особи у віці 18—64 років, 22,9 % — особи у віці 65 років та старші. Медіана віку мешканця становила 46,9 року. На 100 осіб жіночої статі у місті припадало 97,4 чоловіків;  на 100 жінок у віці від 18 років та старших — 93,7 чоловіків також старших 18 років.
Середній дохід на одне домашнє господарство  становив 42 767 доларів США (медіана — 33 229), а середній дохід на одну сім'ю — 47 384 долари (медіана — 37 308). Медіана доходів становила 34 063 долари для чоловіків та 26 296 доларів для жінок. За межею бідності перебувало 26,8 % осіб, у тому числі 41,7 % дітей у віці до 18 років та 9,8 % осіб у віці 65 років та старших.
Цивільне працевлаштоване населення становило 454 особи. Основні галузі зайнятості: освіта, охорона здоров'я та соціальна допомога — 40,7 %, виробництво — 17,4 %, роздрібна торгівля — 8,6 %, мистецтво, розваги та відпочинок — 7,0 %.